# Alain Suied
Alain Suied, né le 17 juillet 1951 à Tunis et mort le 24 juillet 2008 à Paris,, est un poète, essayiste et traducteur français.

## Biographie
Alain Suied est né dans l’ancienne communauté juive de Tunis. Il quitte cette ville avec ses parents alors qu’il n’a que huit ans. Sa famille s’installe à Paris. Un de ses poèmes est publié en 1968 dans la revue L’Éphémère. Deux recueils de poèmes paraissent dans les années suivantes : Le Silence, en 1970, puis C’est la langue, trois ans plus tard.
Un recueil de traductions de poèmes de Dylan Thomas est publié chez Gallimard en 1979 sous le titre N’entre pas sans violence dans cette bonne nuit (Gallimard). Il traduit John Updike, Ezra Pound, William Faulkner, John Keats, William Blake, Edwin Muir, etc. Il s'intéresse aux travaux des philosophes de l’École de Francfort mais aussi des grands psychanalystes.
En 1988 paraît La Lumière de l’origine qui rassemble ses poèmes de 1973 à 1983. La même année commence sa collaboration avec les Éditions Arfuyen qui seront son principal éditeur jusqu'à sa mort. Le corps parle, qui paraît en 1989, met en correspondance deux aspects permanents de sa recherche : le travail poétique proprement dit et le dialogue avec la science, la fiction, la musique ou la peinture.
Alain Suied a reçu le Prix Paul Verlaine en 1989 pour La Lumière de l’origine, le Prix Charles Vildrac pour Le Premier Regard ainsi que le Prix Nelly Sachs pour l’ensemble de ses traductions.
Grand mélomane, il a été pendant de longues années secrétaire de l’association musicale Le Triptyque, fondée par Pierre d'Arquennes, et membre de l’Académie Charles-Cros. Trois de ses poèmes ont été mis en musique en 1998 pour 12 voix et orgue par le compositeur Thierry Escaich, sous le titre de Trois Motets (Eaux natales, Le Masque et Vers l’espérance) ; ces pièces ont été transcrites pour orgue seul en 2002 (Trois Poèmes pour orgue).
Dans les années 2000, il est un collaborateur des éditions Les Provinciales.

### Mort et hommages
Il meurt à Paris le 24 juillet 2008 à l'âge de 57 ans et repose au cimetière du Montparnasse (division 25, petit cimetière).
Depuis son décès, ses nombreux textes posthumes sont en cours de publication aux Éditions Arfuyen.
Une journée d’étude a été consacrée à Alain Suied le 7 février 2013 à l’Université de Strasbourg, sous la direction de Michèle Finck, Pascal Maillard et Patrick Werly et avec la  participation de Béatrice Bonhomme (Université de Nice), Pierre Brunel (Université de Paris Sorbonne), Andrew Eastman (Université de Strasbourg), Sophie Guermès (Université de Brest). Préfacés par son éditeur et ami Gérard Pfister, les actes de cette journée d'études ont été publiés par les Presses universitaires de Strasbourg sous le titre Alain Suied, l'attention à l'autre (PUS, 2015).

## Œuvres

### Poésie
- Le Silence, Mercure de France, Paris, 1970 ;
- C'est la langue, Mercure de France, Paris, 1973 ;
- L'influence invisible, Le Temps qu'il fait, Cognac, 1985 ;
- La Poésie et le Réel, L'Encre des Nuits, Paris, 1985 ;
- Harmonie et Violence, Dominique Bedou, Gourdon, 1986 ;
- Immense Inadvertance, coplas, Actuels, Seyssel, 1986 ;
- Sur les ailes du Devenir, L'Encre des Nuits, Paris, 1987 ;
- La lumière de l'origine, Granit, Paris, 1988 ;
- Le corps parle, Arfuyen, Paris, 1989 ;
- L'être dans la nuit du monde, Granit, Paris, 1991 ;
- Face au mur de la Loi, Éditions Arfuyen, Paris, 1991 ;
- Ce qui écoute en nous, Éditions Arfuyen, Paris, 1993 ;
- Le premier regard, Éditions Arfuyen-Le Noroît, Paris-Québec, 1995 ;
- L'autre nom du monde, Éditions des Moires, Paris, 1995 ;
- Le pays perdu, Éditions Arfuyen, Paris, 1997 ;
- L'Ouvert, l'Imprononçable, Éditions Arfuyen, Paris, 1998 ;
- Actes de présence, La Lettre Volée, Paris-Bruxelles, 1999 ;
- Le visage de tous nos rêves, Editions Cadratins, Bagnères-de-Bigorre 2000 ;
- Rester humain, Éditions Arfuyen, Paris-Orbey, 2001 ;
- Le champ de gravité, Lettres Vives, 2002 ;
- Histoire illustrée de l'invisible, Dumerchez, 2002 ;
- L'Éveillée, Éditions Arfuyen, Paris-Orbey, 2004 ;
- Laisser partir, Éditions Arfuyen, Paris-Orbey, 2007 ;
- Sur le seuil invisible, préface de Gérard Pfister, Éditions Arfuyen, Paris-Orbey, 2013.
- Le visage secret, précédé de trois lettres inédites d'André du Bouchet, Éditions Arfuyen, Paris-Orbey, 2015.
- La langue oubliée, préface de Catherine Chalier, Éditions Arfuyen, Paris-Orbey, 2018.

### Essais
- Kaddish pour Paul Celan et autres essais, Obsidiane, 1989 ;
- Paul Celan et le corps juif, William Blake, 1996 ;
- Le Juif du sujet. Paul Celan et l’amémoire occidentale, L'Improbable, 2001.

### Traductions
- Dylan Thomas, Vision et prière et autres poèmes, Poésie Gallimard, 1991.
- William Blake, Les Chants de l'Innocence et de l'Expérience, Éditions Arfuyen, 2002.
- Edwin Muir, Le Lieu secret, éd. L'Improbable, 2002.
- William Blake, Le Mariage du Ciel et de l'Enfer précédé de Le Livre de Thel et suivi de L'Évangile Éternel, Éditions Arfuyen, 2004.
- John Keats, Les Odes, suivi de La Belle Dame sans Merci et La Vigile de la Sainte-Agnès, Éditions Arfuyen, 2009.

Alain Suied a également publié des traductions de poèmes dans de nombreuses revues.

### Études sur Alain Suied
Michèle Finck, Pascal Maillard et Patrick Werly (sous la direction de), Alain Suied, l'attention à l'autre, préface de Gérard Pfister, Presses universitaires de Strasbourg, 2015.